# ラ・グレット
ラ・グレット（アラビア語: حلق الوادي - Ḥalq al-Wādī, フランス語: La Goulette, イタリア語: La Goletta）は、チュニジアの首都、チュニスに隣接する港町である。カスバ要塞が1535年、スペインのカルロス1世によって建てられたが、1574年にオスマン帝国によって占領された。ラ・グレットは北緯36度49分5秒 東経10度18分18秒 / 北緯36.81806度 東経10.30500度座標: 北緯36度49分5秒 東経10度18分18秒 / 北緯36.81806度 東経10.30500度に位置する。
町の名は、町が位置する海峡に由来し、スクーナー船（フランス語：goélette、スペイン語：goleta、イタリア語：goletta）とは関係ない。
ラ・グレットは、TGMにより、チュニスと結ばれている。